# Herman Schlyter
Nils Herman Schlyter,  född den 20 april 1910 i Aspö församling, Blekinge län, död den 10 december 1990 i Malmö, var en svensk präst.
Schlyter avlade studentexamen i Landskrona 1929, filosofie kandidatexamen i Lund 1932 och teologie kandidatexamen där 1934. Han prästvigdes sistnämnda år. Schlyter avlades teologie licentiatexamen 1941 och promoverades till teologie doktor 1946. Han blev domkyrkoadjunkt i Lund 1943 och domkyrkokomminister 1951. Schlyter var kursledare i missionshistoria vid Lunds universitet 1948–1957, docent och gästprofessor i Berlin 1948, i Kiel 1957, och docent i missionshistoria i Lund 1972. Han var sekreterare i Lutherska världsförbundets svenska sektion 1948–1963, ledamot av dess styrelse och verkställande utskott 1964–1970, sekreterare i Lutherska världsförbundets missionskommission 1949–1952, ordförande i Lunds stifts missionsråd 1966–1977, i Malmö prästsällskap 1966–1985 och i sydsvenska avdelningen av Svenska Franciskussällskapet 1972–1987. Schlyter var kyrkoherde i Sankt Petri församling i Malmö 1958–1978. Han blev prost honoris causa 1974. Schlyter var ledamot av Deutsche Gesellschaft für Missionswissenschaft. Han blev ledamot av Nordstjärneorden 1965. Schlyter medverkade flitigt i Lunds stifts julbok. Han vilar på Gamla kyrkogården i Malmö.